# 李如富
李如富（1929年—2021年3月12日），南京大屠杀见证者，自己和家人都是平民。

## 见证
日军在南京战役期间，把李如富的三舅当成人型靶来练习枪法，远远的对他开枪。三舅终因伤重不治，在床上躺了四五天后去世。二哥在碾米时，日军为了取乐，拿枪打伤了他的腿。

### 证言
我的二哥在碾米的时候，被日本兵开枪把腿打伤了。后来三舅在路上碰到巡逻的日本兵，日本兵可能是想拿我三舅当靶子比试枪法，远远的对着我三舅开枪，我三舅被打伤，在床上躺了四五天后去世了。